# Período de retorno

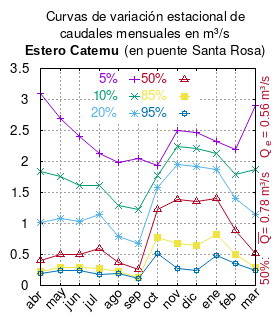
Curvas de variación estacional del estero Catemu en Santa Rosa. El diagrama muestra con la línea de triángulos rojo ocre, las medianas mensuales del caudal. Estas son los caudales mínimos que lleva el estero el 50% de los años. Se dice entonces que la probabilidad de excedencia de ese caudal es de un 50%. Las otras líneas muestran otras probabilidades de excedencia.
Un caudal anual representativo del estero puede ser la media (estadística) de la serie 50%, en este caso 0,78 m³/s. También se puede elegir la mediana (estadística) de la serie 50% que es de 0,56 m³/s.

En varias áreas de la ingeniería, el período de retorno (T) es una representación usada comúnmente para presentar un estimativo de la probabilidad de ocurrencia de un evento determinado en un periodo determinado; por ejemplo, en ingeniería hidráulica se utiliza para mostrar la probabilidad de que se presente una avenida con determinado caudal o superior en un año cualquiera, mientras que en ingeniería sísmica se usa para señalar la probabilidad de que se presente un sismo con magnitud igual o mayor que un cierto valor para un año cualquiera. El período de retorno de un evento es la cantidad de tiempo para la cual la probabilidad de ocurrencia se distribuye uniformemente en los periodos que componen dicha cantidad de tiempo; así pues, un período de retorno de 50 años corresponde a una probabilidad de excedencia de 1/50 = 0.02 o 2% para un año cualquiera (la probabilidad de excedencia para cada año será del 2%). Alternativamente, puede entenderse el período de retorno como el lapso de tiempo promedio que separa dos eventos de determinada magnitud; sin embargo, no debe cometerse el error de interpretar erróneamente que, en términos probabilísticos, es probable que un evento con periodo de retorno "T" ocurra una vez cada "T" años, de hecho existe una probabilidad de aproximadamente 63.4% de que un evento (como una inundación) con período de retorno de 100 años ocurra una o más veces durante cualquier período de 100 años.
También llamado período de recurrencia, el período de retorno es un concepto estadístico que intenta proporcionar una idea de hasta qué punto un suceso puede considerarse raro. Suele calcularse mediante el ajuste de distribuciones de probabilidad a las variables analizadas, con base en series de valores extremos registrados dentro de períodos iguales y consecutivos; por ejemplo, en hidrología, se realiza el estudio a partir de tablas con la precipitación máxima registrada cada 24 horas a lo largo de una serie de años consecutivos; en ingeniería marítima se utilizan tablas con los valores de la mayor altura de ola alcanzada cada año, igualmente en una serie de años consecutivos. El ajuste de los datos y la predicción de valores extremos suele realizarse mediante las distribuciones de Gumbel, Log-Pearson, raíz cuadrada del tipo exponencial (sqrt-ETmax) y otras.
El periodo de retorno suele ser un requisito para el diseño de obras de ingeniería, ya que permite establecer, con un cierto nivel de confianza, los valores extremos de ciertas variables (precipitación, altura de ola, velocidad del viento, intensidad de un sismo, etc.) para los cuales debe diseñarse una obra determinada para que se comporte de forma adecuada en términos de seguridad y funcionalidad, de este modo es posible, por ejemplo, establecer para cierta probabilidad el caudal mínimo que pasará por un río en el diseño de la bocatoma de un acueducto, o el tamaño máximo de ola al que deberá hacer frente un muelle en una locación determinada. Además de ayudar a la selección dichos valores, el período de retorno es útil para evitar el uso de valores extremos demasiado improbables, evitando así el sobredimensionamiento excesivo en el diseño y permitiendo asegurar la funcionalidad de las obras en la medida en que sea razonablemente práctico; no obstante, algunos especialistas consideran que, en el ejercicio de la ingeniería, ciertos periodos de retorno son excesivamente conservadores y deberían disminuirse por dar lugar a obras demasiado costosas. Se trata entonces de lograr un balance entre la confiabilidad y la economía de las soluciones propuestas.
El período de retorno para el cual se debe dimensionar una obra debe ser evaluado, al menos, en función de los siguientes aspectos: la seguridad, de modo que siempre que sea posible se evite la pérdida de vidas humanas; la economía, considerando el valor de reposición en caso de destrucción total y las pérdidas económicas que se producirían si la obra queda fuera de servicio durante un período de tiempo; su función social, evaluando si su fallo causaría un deterioro considerable de la calidad de vida de una población, y aspectos estratégicos.

## Relación con el análisis del riesgo
El período de retorno resulta útil para el análisis del riesgo cuando se trata de estimar la probabilidad de que el valor de una variable extrema se vea superada, posiblemente conduciendo a la falla de una estructura diseñada para un evento determinado.
Para hacer evidente la relación se parte de la base de que la ocurrencia de los diferentes eventos no está correlacionada, esto es: la probabilidad de ocurrencia de un evento es independiente de los demás eventos. Bajo esta suposición se tiene que si la probabilidad de ocurrencia de un evento de determinada magnitud o mayor durante un período de tiempo es {\textstyle P(X\geq x_{T})=P}, entonces la probabilidad de que no se presente un evento de mayor magnitud en este período de tiempo es {\displaystyle 1-P}, y dado que las probabilidades son independientes de un período a otro, entonces la probabilidad de que tal evento no ocurra durante {\displaystyle n} periodos consecutivos es la multiplicación de las probabilidades individuales, es decir {\displaystyle (1-P)^{n}}. Finalmente, la probabilidad de que un evento de esta magnitud o mayor se presente al menos una vez durante estos {\displaystyle n} períodos es {\displaystyle 1-(1-P)^{n}}, se define esta probabilidad como el riesgo (de que la obra se vea superada por la magnitud del evento) y por lo tanto:
{\displaystyle R=1-(1-P)^{n}}
donde:
{\displaystyle P={\frac {1}{T}}} es la expresión que relaciona el periodo de retorno con la probabilidad ocurrencia de un evento de una magnitud dada o mayor en un período.
De la ecuación que se muestra a continuación se puede obtener la probabilidad de que un evento con determinado período de retorno suceda dentro de los siguientes {\displaystyle n} períodos de tiempo; por ejemplo, la probabilidad de que una inundación con periodo de retorno de 100 años ocurra durante los próximos 100 años es {\textstyle R=1-(1-{\tfrac {1}{100}})^{100}\approx 0.634} o {\displaystyle 63.4\%}.

## Ingeniería hidráulica
El período de retorno es uno de los parámetros más significativos a ser tomado en cuenta en el momento de dimensionar una obra hidráulica destinada a soportar avenidas, como por ejemplo: el vertedero o aliviadero de una presa, obras que crucen sobre corrientes de agua, etc.
En hidrología es frecuente considerar zona inundable a aquella que es cubierta por las aguas en tormentas de hasta quinientos años de periodo de retorno. Esto significa que la cantidad de lluvia caída en un solo día para ese periodo de retorno solamente se iguala o supera, estadísticamente, una vez cada 500 años. En términos numéricos se expresa que la probabilidad de que se presente una precipitación de tal magnitud o superior en un determinado año es p = 1/500 = 0.002 = 0.2%; o bien, la probabilidad de que no se presente es la complementaria, 1 - p = 0.998 = 99,8%. Sin embargo, eso no implica que no puedan producirse dos tormentas de intensidad igual o superior a la de 500 años en dos años consecutivos; pero en promedio será una vez cada 500 años.
En general, si un evento tiene un periodo de retorno de tp años, el número medio de eventos que estadísticamente pueden presentarse en un año determinado es:
| Símbolo                           | Nombre                                                          | Unidad |
| --------------------------------- | --------------------------------------------------------------- | ------ |
| {\displaystyle \langle n\rangle } | Número medio de eventos que estadísticamente pueden presentarse | año-1  |
| {\displaystyle t_{p}}             | Período de retorno                                              | años   |

Algunos de los períodos de retorno generalmente aceptados son los siguientes:
- Obras hidráulicas para canalización de aguas de lluvia en ciudades de tamaño de mediano a grande: de 20 a 50 años.
- Obras hidráulicas para canalización de aguas de lluvia en ciudades pequeñas: de 5 a 10 años;
- Puentes de carretera: entre 50 y 500 años.
- Aliviaderos o vertederos para presas con poblaciones aguas abajo: entre 1.000 y 10 000 años.

### Método de Hazen
Según Hazen, la distribución de los caudales máximos anuales de los registros de un curso de agua se distribuye en una representación logarítmica, de acuerdo con la distribución de frecuencia normal de Gauss. Con esto, a partir de los registros de caudal de un curso de agua, se puede organizar una serie de máximos anuales, mostrándolos en orden descendente, con sus números de orden, desde la cual los períodos de recurrencia se calculan mediante la siguiente expresión:
| Símbolo               | Nombre                                                    | Unidad |
| --------------------- | --------------------------------------------------------- | ------ |
| {\displaystyle T_{R}} | Período de recurrencia                                    | años   |
| {\displaystyle n}     | Número de años de observación                             | años   |
| {\displaystyle m}     | Número de la orden del caudal en la secuencia decreciente |        |

La probabilidad P de que un caudal sea igual o superior a un valor determinado puede establecerse mediante la expresión:
| Símbolo               | Nombre                                                        | Unidad |
| --------------------- | ------------------------------------------------------------- | ------ |
| {\displaystyle P}     | Probabilidad de ser igualado o superado un determinado caudal | %      |
| {\displaystyle T_{R}} | Tiempo de recurrencia                                         | años   |

## Crítica del método
- El período de retorno no toma en cuenta la mayoría de las veces, las variaciones o modificaciones del cauce, caudal, cuenca hidrográfica, obras de infraestructura, intervención del suelo, vías de comunicación (puentes, ferrocarriles, carreteras, etc) debido a causas ocurridas durante dicho período que son ajenas a las causas meteorológicas de las inundaciones y que resultan muy difíciles de evaluar y desligar totalmente de la ocurrencia de las inundaciones. Más aún, en muchas ocasiones, la ocurrencia de las inundaciones son achacadas a motivos irreales o pseudocientíficos (Fenómeno del Niño, gota fría, vórtice polar, etc.) con el fin de alejar responsabilidades de obras mal planificadas en los campos de la ingeniería, arquitectura y organización del espacio.

- No se trata de fundamentar el período de retorno solamente en modelos estadísticos o matemáticos, sino de tener en cuenta también las implicaciones políticas que, a su vez, tienen a menudo fuertes consecuencias sobre los casi siempre mal llamados desastres naturales, como en los casos de la inundación de Valencia en 1957 en España, los deslaves de Vargas en 1999 Tragedia de Vargas y del Mocotíes en el 2005 en Venezuela, las inundaciones del Misuri en el Medio oeste estadounidense en el 2011, así como las recientes ocurridas en la cuenca del Orinoco y sus afluentes como el Arauca, Apure y otros también en Venezuela, que deberían estudiarse con mucho detenimiento para obtener conclusiones válidas y útiles.